# Gueorgui Júkov
Gueorgui Konstantinovitx Júkov  (1 de desembre vell estil: 19 de novembre] 1896 - 18 de juny de 1974) va ser un líder militar soviètic que va servir com a comandant en cap durant la Segona Guerra Mundial i va aconseguir el rang de Mariscal de la Unió Soviètica. Durant la Segona Guerra Mundial, Júkov va servir com a comandant en cap adjunt de les forces armades sota el líder Joseph Stalin i va supervisar algunes de les victòries més decisives de l'Exèrcit Roig. També va servir en diversos moments com a  Cap de l'Estat Major General,  Ministre de Defensa i membre del Presídium del Partit Comunista (Politburó).
Nascut en una família pobra de camperols prop de Moscou, Júkov va ser reclutat per l'Exèrcit Imperial Rus i va lluitar a la Primera Guerra Mundial. Va servir a l'Exèrcit Roig durant la Guerra Civil Russa, després de la qual va ascendir ràpidament de rang. L'estiu de 1939, Júkov va comandar un grup d'exèrcits soviètics per aconseguir una victòria decisiva sobre les forces japoneses a les batalles de Khalkhin Gol, per la qual va guanyar el primer dels seus quatre guardons d'Heroi de la Unió Soviètica, i el 1940 va comandar la invasió soviètica de Bessaràbia i el nord de Bucovina a Romania. El febrer de 1941, Stalin va nomenar Júkov cap de l'Estat Major de l'Exèrcit Roig.
Després de la invasió alemanya de la Unió Soviètica el juny de 1941, Júkov va perdre el seu càrrec de cap d'estat major després de discrepar amb Stalin sobre la defensa de Kíev. Júkov, sovint en col•laboració amb Aleksandr Vasilevski, va participar posteriorment en les accions soviètiques a Leningrad, Moscou, Stalingrad i Kursk. Va ocupar el títol de comandant en cap adjunt de les forces armades des de l'agost de 1942 i va ser ascendit a mariscal de la Unió Soviètica el gener de 1943. Va participar en la planificació de l'Operació Bagration el 1944 i, el 1945, va comandar el 1r Front Bielorús mentre liderava l'ofensiva del Vístula-Oder a Alemanya, on va supervisar la victòria soviètica a la batalla de Berlín. En reconeixement del paper clau de Júkov a la guerra, va ser escollit per acceptar les Actes de capitulació del Tercer Reich i inspeccionar la Desfilada de la Victòria de Moscou de 1945. També va exercir com a primer governador militar de la zona d'ocupació soviètica a Alemanya del 1945 al 1946.
Després de la guerra, la popularitat de Júkov va fer que Stalin el veiés com una amenaça potencial. Stalin el va desposseir dels seus càrrecs i el va relegar a comandaments militars de poca importància estratègica. Després de la mort de Stalin el 1953, Júkov va donar suport a la candidatura de Nikita Khrusxov al lideratge, i el 1955 va ser nomenat ministre de Defensa i membre del Presídium. El 1957, Júkov va perdre el favor de nou i es va veure obligat a retirar-se. Mai va tornar a un càrrec superior i va morir el 1974. Júkov és recordat com un dels líders militars russos i soviètics més grans de tots els temps, juntament amb Aleksandr Suvórov, Mikhaïl Barclay de Tolly i Mikhaïl Kutúzov. [ 2 ]

## Primers anys i carrera professional
Júkov va néixer en una família pobra de camperols d' ètnia russa  a Strelkovka, Maloyaroslavsky, governació de Kaluga, a la Rússia occidental , aproximadament a 100 km a l'est de Moscou. El seu pare Konstantin, que havia quedat orfe als dos anys i després havia estat adoptat per Anuska Júkova, era sabater. La seva mare Ustin'ya era una treballadora camperola. Es deia que Júkov s'assemblava a la seva mare, i ell creia que havia heretat la seva força física d'ella; segons sembla, Ustin'ya era capaç de dur a terme tasques exigents com ara transportar sacs de gra de 91 kg a llargues distàncies. En una època en què la majoria dels membres de les classes pobres i treballadores de Rússia només completaven dos anys d'escolarització, Júkov va completar el curs d'educació primària de tres anys a l'escola de la seva ciutat natal. Després va ser aprenent del germà de la seva mare, Mikhail, com a pelleter a Moscou.
Mentre treballava per al seu oncle, Júkov va complementar la seva educació llegint amb el seu cosí Alexander sobre una àmplia gamma de temes, com ara la llengua russa, la llengua alemanya, la ciència, la geografia i les matemàtiques. A més, es va matricular en una escola nocturna, on va completar cursos segons el treball a la botiga del seu oncle. Va completar el seu aprenentatge el 1914 i va establir el seu propi negoci de pells, que incloïa tres joves empleats sota la seva direcció.
Amb 1,64 m, Júkov era força baix; Marvin Kalb, que va conèixer Júkov a la dècada de 1950, el va descriure com "tan baix com ample".

### Primera Guerra Mundial

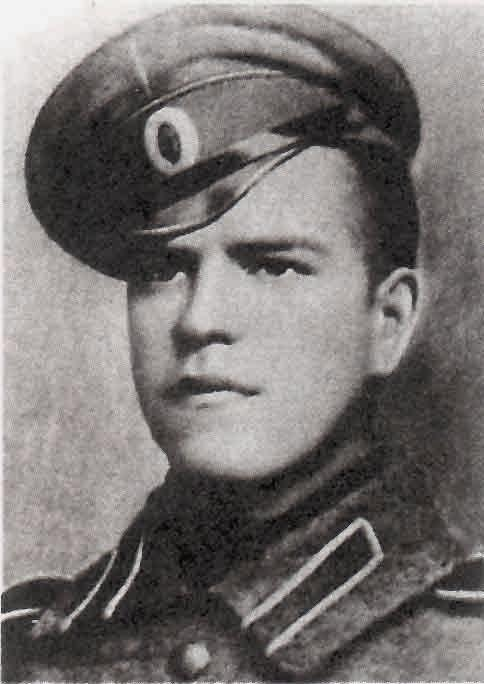
El Sotsoficial Georgi Júkov, exèrcit imperial rus, 1916

El 1915, Júkov va ser reclutat per l'Exèrcit Imperial Rus, on va servir al 10è Regiment de Dragons de Nóvgorod, i va ser ferit en combat contra els alemanys a Kharkov. Durant la Primera Guerra Mundial, Júkov va ser guardonat dues vegades amb la Creu de Sant Jordi per heroïcitat, i va ser ascendit al rang de sotsoficial en reconeixement a la seva valentia en batalla.
Es va unir al Partit Comunista Rus (bolxevics) després de la Revolució d'Octubre de 1917; els seus antecedents de pobresa es van convertir en un actiu important en els cercles del partit. Després de recuperar-se d'un cas greu de tifus, va lluitar a la Guerra Civil Russa, servint a la Segona Brigada de Cavalleria, comandada per Semion Timoixenko, que més tard va ser absorbida pel 1r Exèrcit de Cavalleria, dirigit per Semion Budionni. Va completar un curs d'entrenament de cavalleria per a oficials el 1920 i va rebre el seu nomenament com a oficial. Va rebre l'orde de la Bandera Roja per la seva participació en la supressió de la Rebel·lió de Tambov el 1921.

### Període d'entreguerres

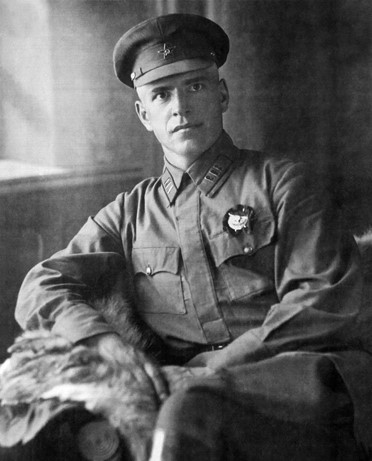
Júkov com a comandant de regiment, dècada del 1920

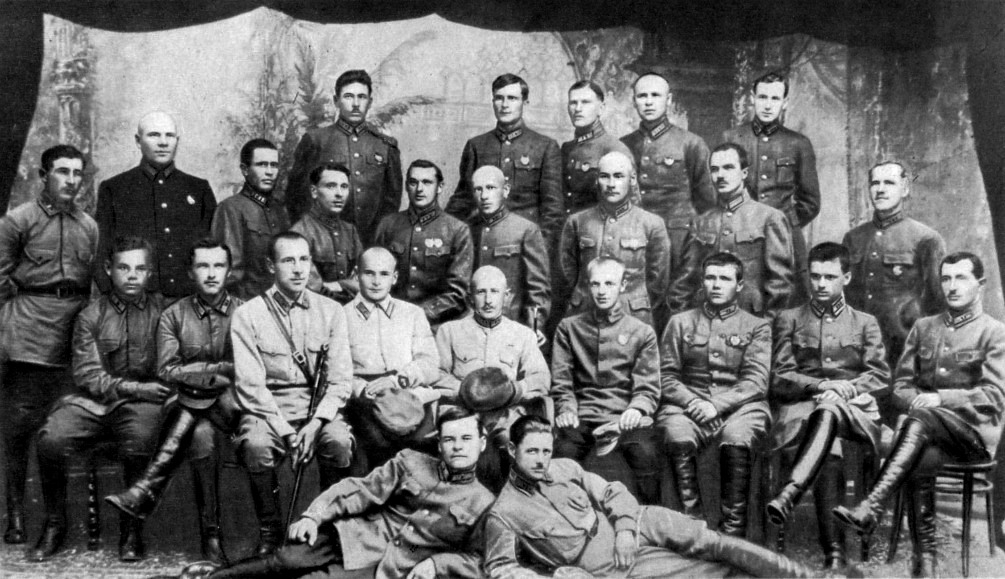
Graduats de l'Escola Superior de Cavalleria de Leningrad 1924/25.
Asseguts a la segona fila (de dreta a esquerra): 1. Bagramian, 3. Yeremenko.. Dempeus a la tercera fila (de dreta a esquerra): 1. Júkov, 5. Rokossovski.

Júkov va ascendir ràpidament de rang com a comandant d'una tropa i esquadró de cavalleria, i comandant adjunt d'un regiment de cavalleria. A finals de maig de 1923, va ser nomenat comandant del 39è Regiment de Cavalleria. El 1924, va ingressar a l'Escola Superior de Cavalleria, de la qual es va graduar l'any següent, tornant després per comandar el mateix regiment. Segons Friedrich von Mellenthin:
| « | Generalment no es té en compte que Júkov va rebre gran part del seu primer entrenament a Alemanya. Juntament amb altres oficials russos, i per acord amb el Reichswehr, va assistir a cursos a escoles militars alemanyes a la dècada de 1920. Durant un temps va estar adscrit al regiment de cavalleria en què el coronel Dingler servia com a sotstinent; Dingler té records vívids del comportament esfereïdor de Júkov i els seus companys, i de les grans quantitats de licor que acostumaven a consumir després de sopar. Però en l'àmbit militar és clar que Júkov no va perdre el temps." | » |

Va assistir a l'Acadèmia Militar Frunze a partir de 1929 i es va graduar el 1930.
El maig de 1930, Júkov va esdevenir comandant de la 2a Brigada de Cavalleria de la 7a Divisió de Cavalleria. El febrer de 1931, va ser nomenat inspector adjunt de cavalleria de l'Exèrcit Roig.
El maig de 1933, Júkov va ser nomenat comandant de la 4a Divisió de Cavalleria. La seva carrera es va accelerar amb la Gran Purga, quan milers d'oficials van ser arrestats i afusellats, però els associats amb el Primer Exèrcit de Cavalleria van ser protegits, ja que lluitaven contra els japonesos a la frontera de Manxúria. El 1937, Júkov es va convertir en comandant primer del 3r Cos de Cavalleria i, més tard, del 6è Cos de Cavalleria. El 1938, va esdevenir comandant adjunt de cavalleria del Districte Militar de Bielorússia.

### Khalkhin Gol
El 1938, Júkov va ser encarregat de comandar el Primer Exèrcit Popular Mongol Soviètic, i va participar en accions contra l'Exèrcit Kwantung del Japó a la frontera entre la República Popular de Mongòlia i l'estat de Manchukuo, controlat pels japonesos . Els conflictes fronterers sovièticojaponesos van durar de 1938 a 1939. El que va començar com una escaramussa fronterera va escalar ràpidament fins a convertir-se en una guerra a gran escala, amb els japonesos avançant amb uns 80.000 soldats, 180 tancs i 450 avions.
Aquests esdeveniments van conduir a la batalla estratègicament decisiva de Khalkhin Gol. Júkov va sol·licitar importants reforços i, el 20 d'agost de 1939, va començar la seva ofensiva soviètica. Després d'una massiva barrera d'artilleria, van avançar gairebé 500  tancs BT-5 i BT-7, amb el suport de més de 500 caces i bombarders. Aquesta va ser la primera operació de caçabombarders de la Força Aèria Soviètica.
L'ofensiva inicialment va semblar un atac frontal convencional típic. Tanmateix, emprant un moviment de pinça, una tàctica clàssica de cavalleria, dues brigades de tancs van ser inicialment aturades i després se'ls va ordenar que avancessin pels dos flancs, amb el suport d'artilleria motoritzada, infanteria i altres tancs. Aquesta maniobra audaç i reeixida va encerclar el Sisè Exèrcit japonès i va capturar les vulnerables zones de subministrament de la rereguarda enemiga. El 31 d'agost, els japonesos havien estat allunyats de la frontera en disputa, deixant els soviètics clarament victoriosos.
Aquesta campanya va tenir una importància més enllà del resultat tàctic i local immediat. Júkov va demostrar i va provar les tècniques que es van utilitzar posteriorment contra els alemanys al Front Oriental de la Segona Guerra Mundial. Les seves innovacions van incloure el desplegament de ponts submarins i la millora de la cohesió i l'efectivitat en batalla d'unitats inexpertes afegint unes quantes tropes experimentades i endurides per reforçar la moral i l'entrenament general.
L'avaluació dels problemes inherents al rendiment dels tancs BT va conduir a la substitució dels seus motors de gasolina (gasolina) propensos al foc per motors dièsel. Aquesta batalla va proporcionar valuosos coneixements pràctics que van ser essencials per a l'èxit soviètic en el desenvolupament del tanc mitjà T-34 utilitzat a la Segona Guerra Mundial. Després d'aquesta campanya, els veterans van ser transferits a unitats no provades, per difondre millor els beneficis de la seva experiència de batalla.
Per la seva victòria, Júkov va ser declarat Heroi de la Unió Soviètica. Tanmateix, la campanya —i especialment l'ús pioner dels tancs per part de Júkov— va romandre poc coneguda fora de la Unió Soviètica. Júkov considerava Khalkhin Gol una preparació inestimable per dur a terme operacions durant la Segona Guerra Mundial. El maig de 1940, Júkov es va convertir en general de l'exèrcit, convertint-se en un dels vuit oficials d'alt rang de l'Exèrcit Roig.

## Segona Guerra Mundial

### Abans de la guerra

#### Exercicis militars de preguerra

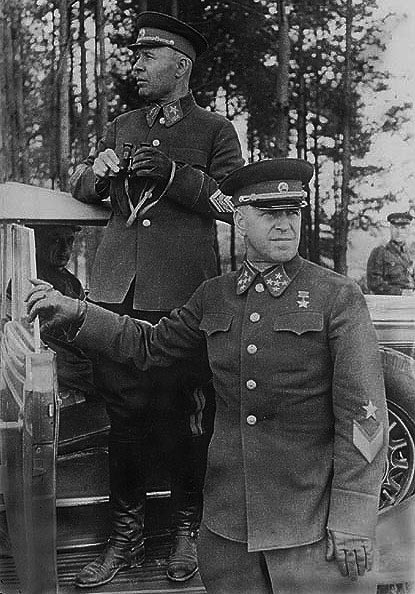
Júkov i Semió Timoixenko el 1940

A la tardor de 1940, Júkov va començar a preparar plans per a l'exercici militar relatiu a la defensa de la frontera occidental de la Unió Soviètica. S'havia desplaçat més cap a l'oest després que la Unió Soviètica annexionés l'est de Polònia i les repúbliques bàltiques. A les seves memòries, Júkov informa que en aquest exercici va comandar les forces occidentals o blaves —les suposades tropes d'invasió— i el seu oponent era el coronel general Dmitri Pavlov, el comandant de les forces orientals o vermelles —les suposades tropes soviètiques. Va assenyalar que les Blaves tenien 60 divisions, mentre que les Vermelles en tenien 50. Júkov descriu l'exercici com a similar a esdeveniments que van tenir lloc més tard durant la invasió alemanya.
| « | En aquest exercici militar, vaig comandar les forces blaves que representaven els alemanys, mentre que Pavlov, el comandant del Districte Militar Occidental, comandava les forces vermelles que representaven el nostre exèrcit [...] Després de conèixer els documents originals i la quantitat real de forces alemanyes, quan comandava les Forces Blaves, vaig desenvolupar els atacs en tres direccions, de manera que en el següent esdeveniment els alemanys també ens van atacar de la mateixa manera. Els principals atacs nostres en aquell moment també van ser similars als principals atacs dels alemanys posteriorment. Els grups d'exèrcits construïts també van ser gairebé similars als grups d'exèrcits que els alemanys van formar durant la guerra. [...] El camarada [Stalin] va preguntar per què les forces blaves eren tan poderoses, per què els documents originals de l'exercici militar assignaven massa forces grans per als alemanys. Se li va respondre que aquestes forces corresponien a la capacitat alemanya i al càlcul real sobre les forces potencials que els alemanys podrien desencadenar després d'aconseguir una gran superioritat en els eixos principals. Això va demostrar prou per què les forces blaves podrien fer forts avenços durant l'exercici militar. | » |

L'historiador rus Bobilev va assenyalar que els detalls dels exercicis van ser reportats de manera diferent pels diversos participants que van publicar memòries. Va dir que hi va haver dos exercicis; un del 2 al 6 de gener de 1941, per a la direcció nord-oest; un altre del 8 a l'11 de gener, per a la direcció sud-oest. Durant el primer, les forces occidentals van atacar les forces orientals el 15 de juliol, però les forces orientals van contraatacar i, l'1 d'agost, van arribar a la frontera original.
En aquell moment, les forces orientals tenien un avantatge numèric: 51 divisions d'infanteria contra 41; 8.811 tancs contra 3.512, amb l'excepció dels canons antitanc. Bobylev descriu com al final de l'exercici, les forces orientals no van aconseguir envoltar i destruir les forces occidentals. Al seu torn, les forces occidentals van amenaçar d'envoltar les forces orientals. El mateix historiador va informar que la segona partida la van guanyar els orientals, cosa que significa que, en general, ambdues partides les va guanyar el bàndol comandat per Júkov. Tanmateix, va assenyalar que les partides tenien un greu desavantatge, ja que no consideraven un atac inicial de les forces occidentals, sinó només un atac de les forces orientals des de la frontera inicial.
Segons el mariscal Aleksandr Vasilevski, la derrota en un joc de guerra de les Tropes Roges de Pavlov contra Júkov no va ser gaire coneguda. La victòria de les Tropes Blaves de Júkov va ser àmpliament publicitada, cosa que va crear la il•lusió popular d'un èxit fàcil per a una ofensiva preventiva. L'1 de febrer de 1941, Júkov es va convertir en cap de l'Estat Major de l'Exèrcit Roig. He També va ser elegit membre candidat del Comitè Central del Partit Comunista de la Unió Soviètica el febrer de 1941 i va ser nomenat Comissari Poble Adjunt de Defensa al març.

#### Controvèrsia ofensiva soviètica
Des del 2 de febrer de 1941, com a cap de l'estat major i viceministre de Defensa, es diu que Júkov va participar en l'elaboració del "Pla estratègic per al desplegament de les forces de la Unió Soviètica en cas de guerra amb Alemanya i els seus aliats". El pla es va completar no més tard del 15 de maig de 1941, segons un document datat trobat als arxius soviètics després que fossin desclassificats a la dècada de 1990. Alguns investigadors, com ara Viktor Suvorov, han teoritzat que el 14 de maig, el comissari del poble soviètic de Defensa, Semió Timoixenko, i el general Júkov van presentar aquests plans a Stalin per a un atac preventiu contra Alemanya a través del sud de Polònia.
Les forces soviètiques ocuparien la frontera del Vístula i continuarien fins a Katowice o fins i tot Berlín —si els principals exèrcits alemanys es retiraven— o la costa bàltica, si les forces alemanyes no es retiraven i es veien obligades a protegir Polònia i Prússia Oriental. Se suposava que els sovièLublin.
Els historiadors no disposen dels documents originals que puguin verificar l'existència d'un pla d'aquest tipus, i no hi ha cap prova que Stalin l'hagi acceptat. En una transcripció d'una entrevista del 26 de maig de 1965, Júkov va dir que Stalin no va aprovar el pla. Però Júkov no va aclarir si es va intentar l'execució. A partir del 1999, no s'havia trobat cap altre pla aprovat per a un atac soviètic.
El 10 de juny de 1941, Júkov va enviar un missatge al Consell Militar del Districte Militar Especial de Kíev, després que algú, probablement el comandant del districte de Kíev, Mikhail Kirponos, hagués ordenat a les tropes de la frontera que ocupessin posicions avançades. Júkov va ordenar: "Aquesta acció podria provocar els alemanys en un enfrontament armat ple de conseqüències. Revoqueu aquesta ordre immediatament i informeu qui, específicament, va donar aquesta ordre no autoritzada". L'11 de juny, va enviar un telegrama dient que el seu superior immediat, Timoixenko, havia ordenat que informessin abans del 16 de juny confirmant que les tropes havien estat retirades de les seves posicions avançades". Segons l'historiador David E. Murphy, "l'acció de Timoixenko i Júkov devia haver estat iniciada a petició de Stalin."
David Glantz i Jonathan House, estudiosos nord-americans de l'Exèrcit Roig, argumenten que "la Unió Soviètica no estava preparada per a la guerra el juny de 1941, ni tenia la intenció, com alguns han afirmat, de llançar una guerra preventiva". Gerhard Weinberg,, un estudiós de la política exterior nazi, recolza el seu punt de vista, argumentant que la decisió d'Adolf Hitler de llançar l'Operació Barbarroja no va ser deguda a un pressentiment urgent, sinó a una "determinació decidit" i que havia començat la seva planificació de la invasió molt abans de l'estiu de 1941

### El front oriental

#### Alemanya envaeix la Unió Soviètica

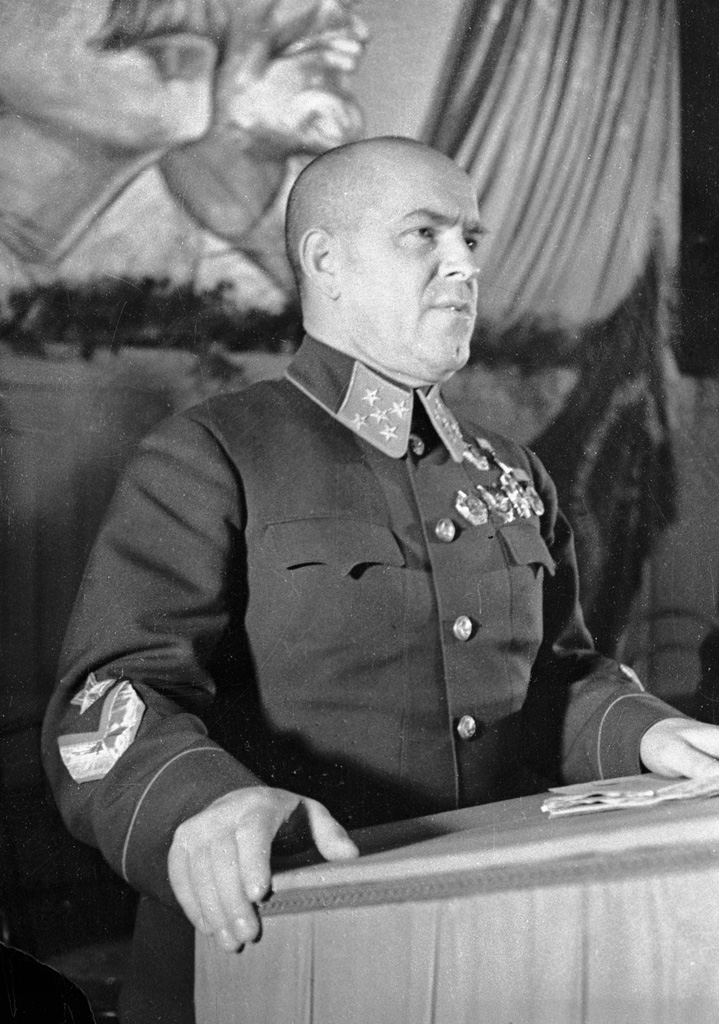
Júkov parlant el 1941

El 22 de juny de 1941, Alemanya va llançar l'Operació Barbarroja, una invasió de la Unió Soviètica. El mateix dia, Júkov va respondre signant la "Directiva del Comissariat Popular de Defensa núm. 3", que ordenava una contraofensiva total per part de les forces de l'Exèrcit Roig. Va ordenar a les tropes que "encerclessin i destruïssin el grup enemic prop de Suwałki i que prenguessin la regió de Suwałki el vespre del 24 de juny" i "que encerclessin i destruïssin el grup enemic que envaïa en direcció a Vladimir-Volynia i Brody" i fins i tot "que prenguessin la regió de Lublin el vespre del 24 de juny". Aquesta maniobra va fracassar i les unitats desorganitzades de l'Exèrcit Roig van ser destruïdes per la Wehrmacht.   A més, la posterior batalla de Kíev al setembre, on més de 600.000 soldats soviètics van ser capturats o morts, va rebaixar la seva posició amb Stalin. Júkov va afirmar posteriorment que Joseph Stalin el va obligar a signar la directiva, suposadament escrita per Aleksandr Vasilevsky, malgrat les reserves que va plantejar.
Quan Stalin va arribar sense previ avís al quarter general el 29 de juny, exigint saber per què no li informaven del que estava passant al front, Júkov li va dir amb valentia: "Camarada Stalin, el nostre deure és, en primer lloc, ajudar els comandants del front i només després informar-vos". Però quan va haver d'admetre que havien perdut el contacte amb els comandants del front a Bielorússia, Stalin va perdre els estreps i el va qualificar d'"inútil".
El 29 de juliol, Júkov va ser destituït del seu càrrec de cap de l'estat major. A les seves memòries, explica com a raó el seu suggeriment d'abandonar Kíev per evitar un encerclament. L'endemà, la decisió es va fer oficial i va ser nomenat comandant del Front de Reserva. Allà va supervisar l'ofensiva de Ièlnia, aconseguint la primera victòria de l'Exèrcit Roig sobre els alemanys. El 10 de setembre, Júkov va ser nomenat comandant del Front de Leningrad. Allà va supervisar la defensa de la ciutat.
El 6 d'octubre, Júkov va ser nomenat representant de la Stavka per als Fronts de Reserva i Occidental.  El 10 d'octubre, aquests fronts es van fusionar amb el Front Occidental sota el comandament de Júkov. Aquest front va participar a la batalla de Moscou i a diverses batalles de Rjev.
A finals d'agost de 1942, Júkov va ser nomenat comandant en cap adjunt, subordinat només a Stalin, i enviat al front sud-oest per fer-se càrrec de la defensa de Stalingrad.  Ell i Vasilevski van planejar més tard la contraofensiva de Stalingrad. Al novembre, Júkov va ser enviat per coordinar el Front Occidental i el Front Kalinin durant l'operació Mart. El gener de 1943, ell, juntament amb Kliment Voroixílov, va coordinar les accions dels Fronts de Leningrad i Volkhov i la Flota Bàltica a l'operació Guspira. El 18 de gener de 1943, Júkov va ser ascendit a Mariscal de la Unió Soviètica.

#### La batalla de Kursk

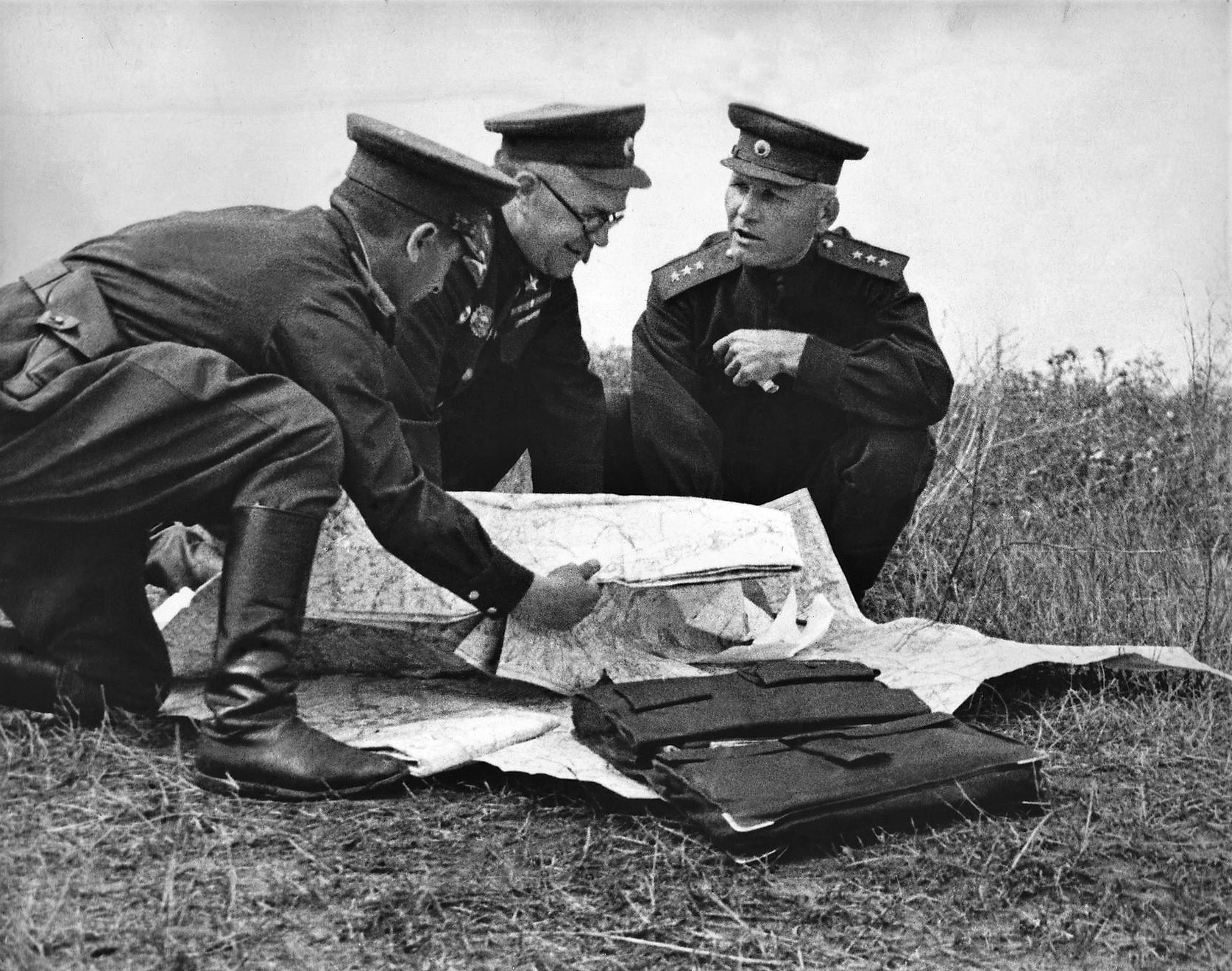
Júkov i Ivan Kónev durant la batalla de Kursk, 1943

Júkov va ser coordinador de la Stavka a la batalla de Kursk el juliol de 1943. Va ser considerat el principal arquitecte de la victòria soviètica juntament amb Vasilevski. Segons les memòries de Júkov, va tenir un paper central en la planificació de la batalla i l'ofensiva enormement reeixida que va seguir. El comandant del Front Central, Konstantín Rokossovski, va dir, però, que la planificació i les decisions per a la batalla de Kursk es van prendre sense Júkov, que ell només va arribar just abans de la batalla, no va prendre cap decisió i va marxar poc després, i que Júkov va exagerar el seu paper. Es pot obtenir una idea de la naturalesa de l'inici de la famosa rivalitat de Rokossovski amb Júkov durant la Segona Guerra Mundial llegint els comentaris de Rokossovski en un informe oficial sobre el caràcter de Júkov:
| « | Té una voluntat forta. Decisiu i ferm. Sovint demostra iniciativa i l'aplica hàbilment. Disciplinat. Exigent i persistent en les seves demandes. Una persona una mica desagraïda i no prou comprensiva. Bastant tossut. Dolorosament orgullós. En termes professionals, ben entrenat. Àmplia experiència com a líder militar... No es pot utilitzar en absolut en llocs de treball de personal o docent perquè constitucionalment els odia. | » |

A partir del 12 de febrer de 1944, Júkov va coordinar les accions del 1r i 2n Front Ucraïnès . L'1 de març, Júkov va ser nomenat comandant del 1r Front Ucraïnès fins a principis de maig després de l'emboscada de Nikolai Vatutin, el seu comandant, per part de l'Exèrcit Insurgent Ucraïnès antisoviètic prop d'Ostroh. Durant l'ofensiva soviètica anomenada Operació Bagration, Júkov va coordinar el 1r i 2n Front Bielorús, i més tard també el 1r Front Ucraïnès. El 23 d'agost, Júkov va ser enviat al 3r Front Ucraïnès per preparar l'avanç cap a Bulgària.

### Rendició d'Alemanya

#### Marxa sobre Berlín
El 16 de novembre, va esdevenir comandant del 1r Front Bielorús, que va participar en l'ofensiva del Vístula-Oder i la batalla de Berlín. Va demanar a les seves tropes que "recordessin els nostres germans i germanes, les nostres mares i pares, les nostres dones i fills torturats fins a la mort pels alemanys... Ens venjarem brutalment de tot". Més de 20 milions de soldats i civils soviètics van morir com a conseqüència de la guerra. Com a represàlia per les atrocitats comeses pels soldats alemanys contra civils soviètics en l'avanç cap a l'est cap al territori soviètic durant l'Operació Barbarroja, la marxa cap a l'oest de les forces soviètiques va estar marcada per la brutalitat envers els civils alemanys, que va incloure saquejos, incendis i violacions sistemàtiques.
Júkov va ser escollit per acceptar personalment l'acta de rendició alemany a Berlín.

## Servei de postguerra

### Zona d'ocupació soviètica

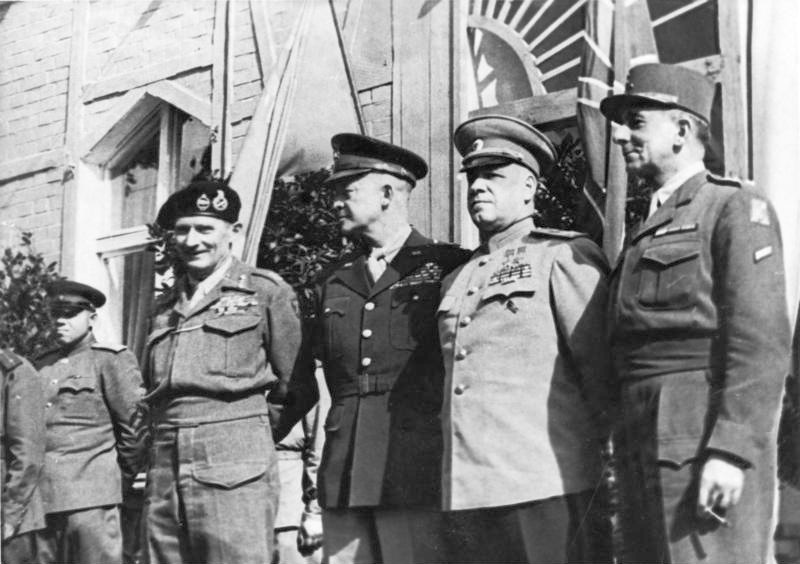
El mariscal Montgomery (Gran Bretanya), el general Eisenhower (EUA), el mariscal Júkov i el general de Latre de Tassigny (França) a Berlín, juny de 1945.

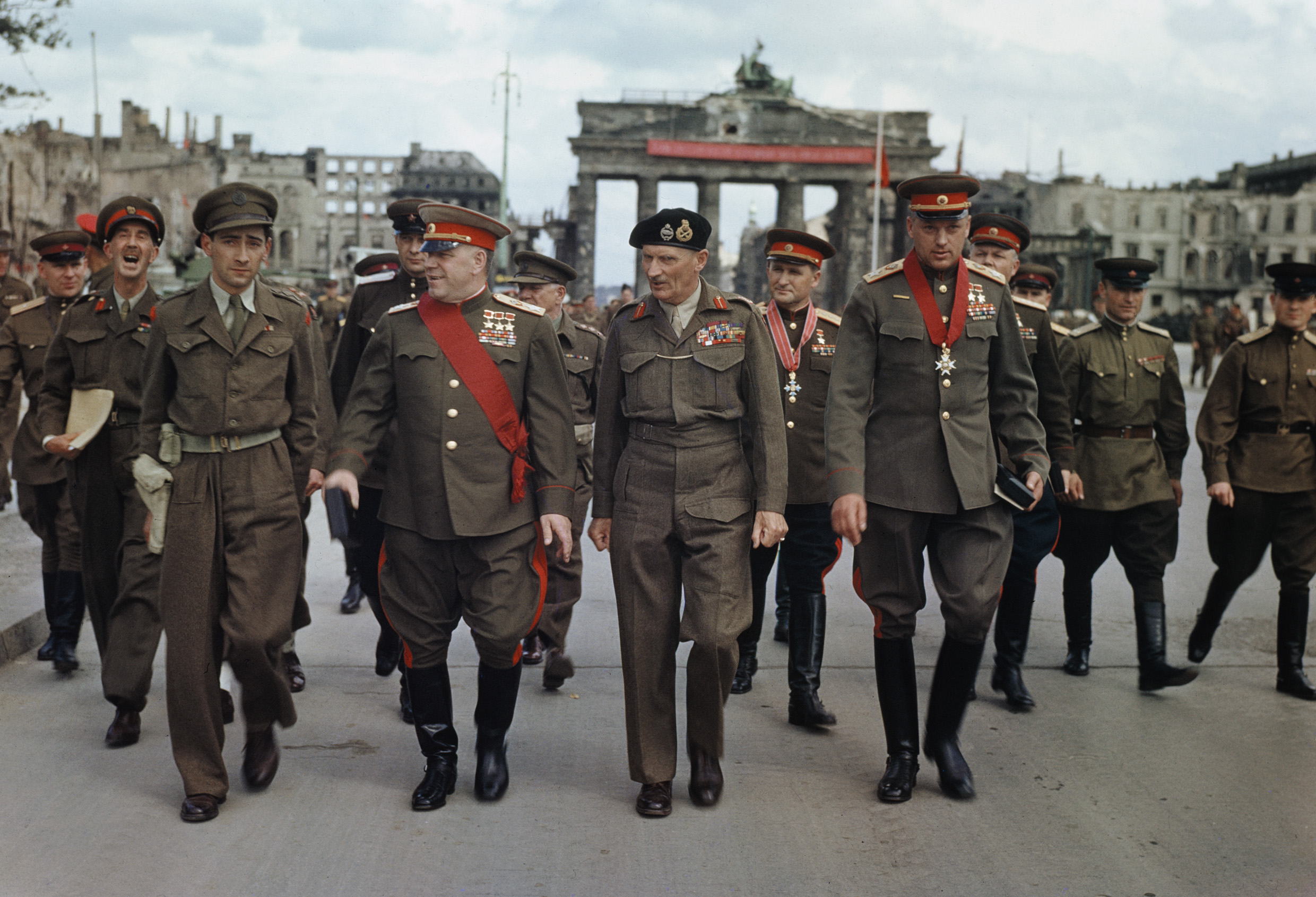
D'esquerra a dreta: Sokolovsky, Júkov, Montgomery i Rokossovsky a la Porta de Brandenburg

Després de la capitulació alemanya, Júkov va esdevenir el primer comandant de la zona d'ocupació soviètica a Alemanya. El 10 de juny de 1945, va tornar a Moscou per preparar la Desfilada de la Victòria de Moscou de 1945. El 24 de juny, Stalin el va nomenar comandant en cap de la desfilada. Després de la cerimònia, la nit del 24 de juny, Júkov va anar a Berlín per reprendre el seu comandament.
El maig de 1945, Júkov va signar tres resolucions per millorar el nivell de vida a la zona d'ocupació soviètica:
- 11 de maig: resolució 063 – subministrament d'aliments
- 12 de maig: resolució 064 – restauració del sector dels serveis públics
- 13 de maig: resolució 080 – subministrament de llet per a infants

Júkov va sol·•licitar al govern soviètic que transportés urgentment a Berlín 96.000 tones de gra, 60.000 tones de patates, 50.000 caps de bestiar i milers de tones d'altres aliments, com ara sucre i greix animal. Va emetre ordres estrictes perquè els seus subordinats "odiessin el nazisme però respectessin el poble alemany" i fessin tots els esforços possibles per restaurar i mantenir un nivell de vida estable per a la població alemanya.

### Diplomàcia interaliada

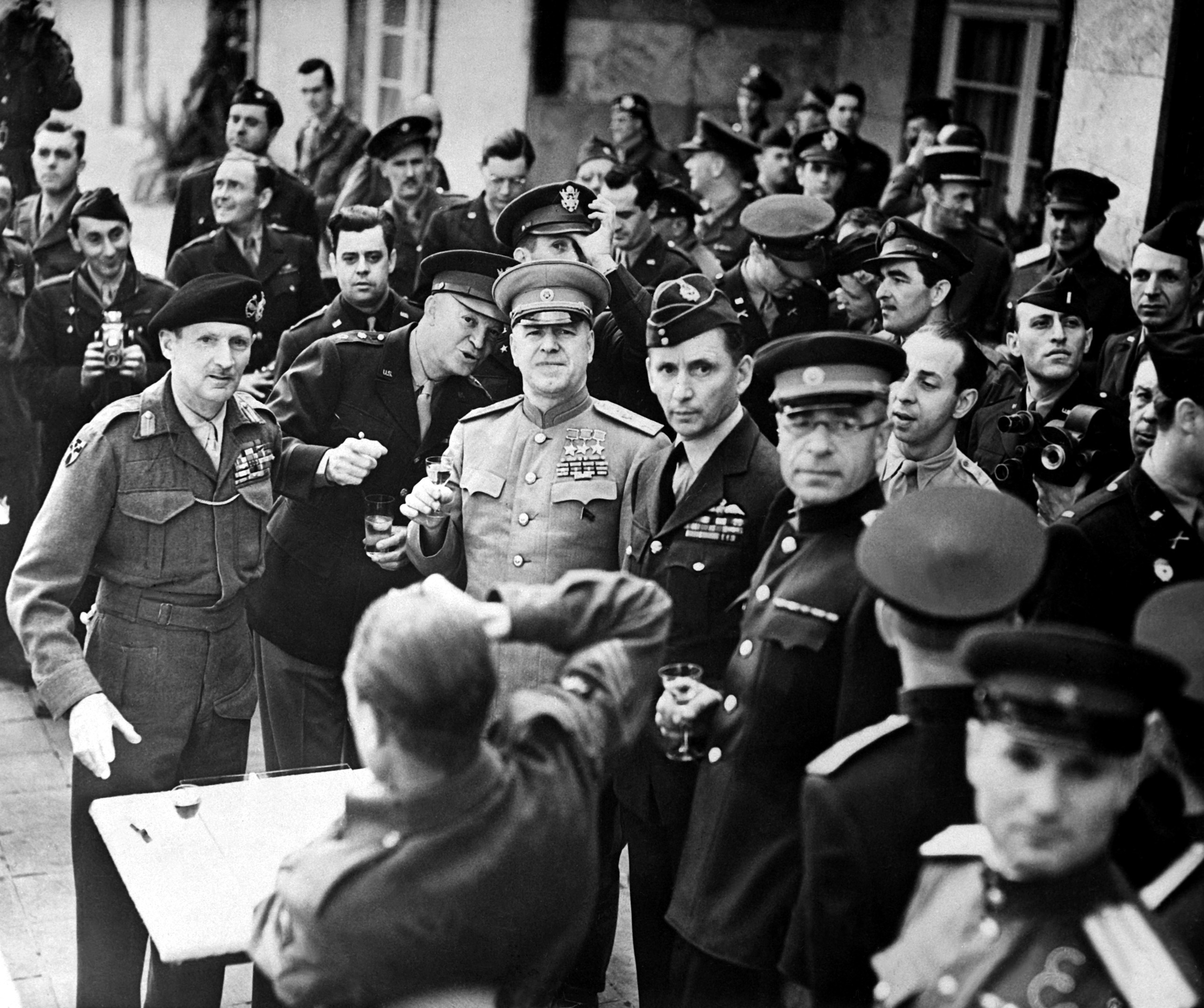
Júkov brindant amb Eisenhower, Montgomery i altres oficials aliats, juny de 1945

Del 16 de juliol al 2 d'agost, Júkov va participar a la Conferència de Potsdam amb els representants dels governs aliats. Com a un dels quatre comandants de les forces d'ocupació aliades, Júkov va establir bones relacions amb els seus nous col•legues, el general Dwight D. Eisenhower, el mariscal de camp Bernard Montgomery i el mariscal Jean de Lattre, i els quatre intercanviaven sovint opinions sobre assumptes com la sentència, els judicis i les sentències dels criminals de guerra, les relacions geopolítiques entre els estats aliats i com derrotar el Japó i reconstruir Alemanya.
Eisenhower va desenvolupar una bona relació amb Júkov i això va resultar beneficiós per resoldre diferències en qüestions ocupacionals de la postguerra. El successor d'Eisenhower, el general Lucius D. Clay, també va elogiar l'amistat entre Júkov i Eisenhower i va comentar: "La relació soviètico-americana s'hauria d'haver desenvolupat bé si Eisenhower i Júkov haguessin continuat treballant junts." Júkov i Eisenhower van viatjar junts per la Unió Soviètica immediatament després de la victòria sobre Alemanya. Durant aquesta gira, Eisenhower va presentar a Júkov la Coca-Cola. Com que Coca-Cola era considerada a la Unió Soviètica un símbol de l'imperialisme americà, Júkov semblava reticent a ser fotografiat o informat que consumia aquest producte. Júkov va preguntar si la beguda es podia fer incolora per semblar-se al vodka. Una filial europea de Coca-Cola Export Corporation va lliurar 50 caixes inicials de White Coke al mariscal Júkov.

### Declivi de la carrera

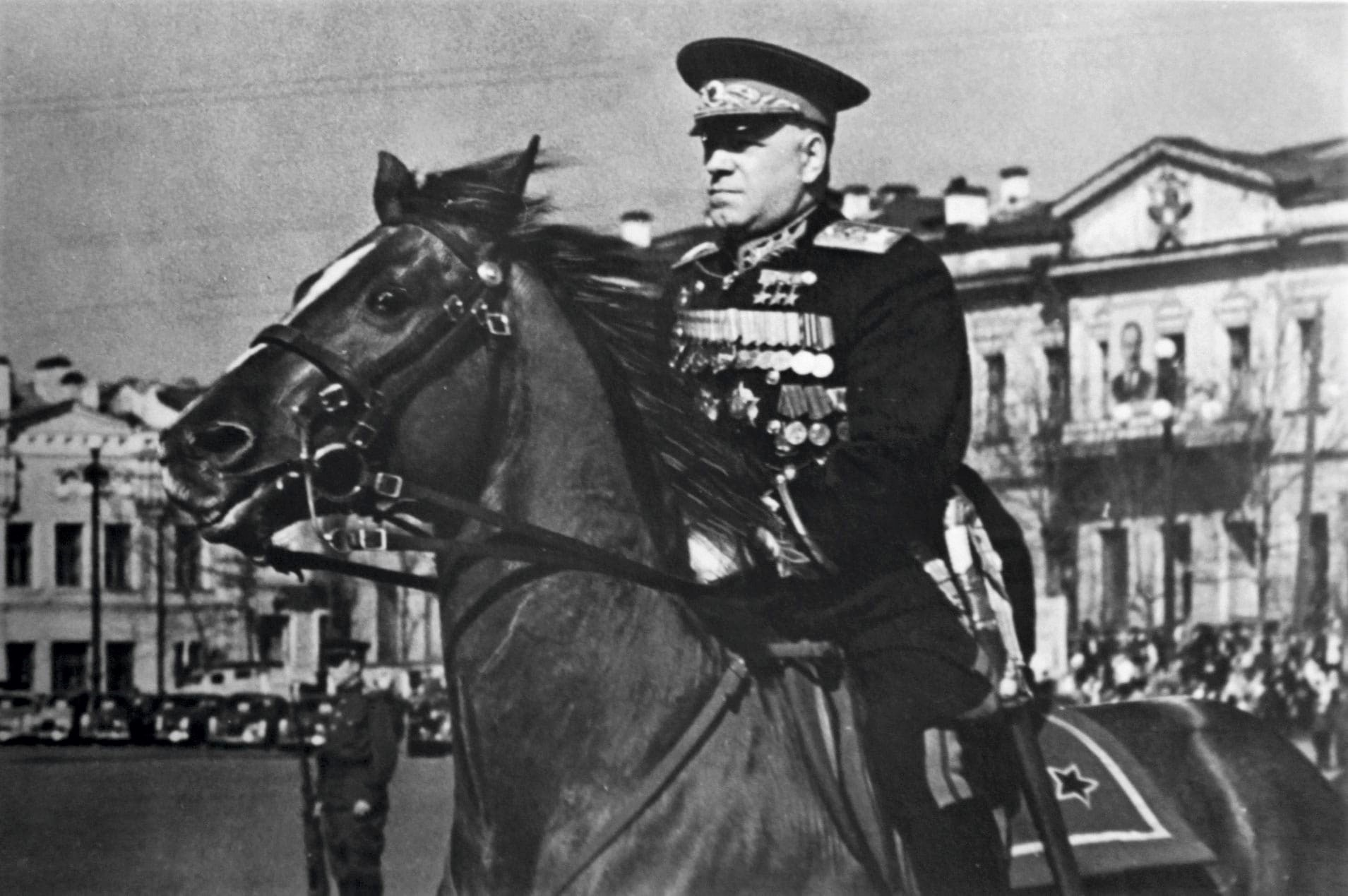
Júkov en una desfilada de la victòria de la postguerra a Sverdlovsk, entre 1948 i 1950

Júkov no només era el comandant militar suprem de la zona d'ocupació soviètica a Alemanya, sinó que es va convertir en el seu governador militar el 10 de juny de 1945. Va ser substituït per Vassili Sokolovski el 10 d'abril de 1946. Després d'una desagradable sessió del consell militar principal —en la qual Júkov va ser acusat d'egoisme, falta de respecte als seus companys i d'infidelitat política i hostilitat envers el Comitè Central del Partit—, va ser destituït del seu càrrec de comandant en cap de l'exèrcit soviètic.
Se li va assignar el comandament del Districte Militar d'Odessa, lluny de Moscou i mancat d'importància estratègica i tropes. Hi va arribar el 13 de juny de 1946. Júkov va patir un atac de cor el gener de 1948, passant un mes a l'hospital. El febrer de 1948, se li va assignar un altre destí secundari, aquesta vegada el comandament del Districte Militar dels Urals. Peter G. Tsouras va descriure el trasllat d'Odessa als Urals com un relegament d'una destinació de "segona categoria" a una de "cinquena categoria"
Durant tot aquest temps, el cap de seguretat Lavrenti Bèria suposadament intentava enderrocar Júkov. Dos dels subordinats de Júkov, el mariscal d'aviació Alexander Novikov i el tinent general Konstantin Telegin, van ser arrestats i torturats a la presó de Lefortovo a finals de 1945. Després de la mort de Stalin, es va afirmar que Júkov va ser presumptament obligat per Beria a fer una "confessió" que implicava Júkov en una conspiració y. En realitat, és possible que Novikov s'hagués animat a assenyalar Júkov perquè va veure la pertinença de Júkov a la comissió d'investigació de l'afer dels aviadors —una purga de la indústria aeronàutica soviètica després d'acusacions que, durant la guerra, els avions de combat havien estat de mala qualitat— en la qual Novikov estava implicat, com a instrumental en la seva caiguda. Independentment d'això, en una conferència, tots els generals excepte el director del GRU Filipp Golikov van defensar Júkov contra l'acusació de malversació. Durant aquest temps, Júkov va ser acusat de saqueig no autoritzat de béns confiscats pels alemanys i de bonapartisme.
El 1946, van ser confiscats set vagons de tren amb mobles que Júkov s'enduia a la Unió Soviètica des d'Alemanya. El 1948, van ser escorcollats els seus apartaments i la seva casa a Moscou i es van trobar molts objectes de valor saquejats d'Alemanya. En la seva investigació, Beria va concloure que Júkov tenia en possessió 17 anells d'or, tres pedres precioses, les cares de 15 collarets d'or, més de quatre quilòmetres (2,5 milles) de tela, 323 peces de pell, 44 catifes robades de palaus alemanys, 55 quadres i 20 armes de foc. Júkov va admetre en un memoràndum a Jdanov:
| « | Em sentia molt culpable. No hauria d'haver recollit aquelles andròmines inútils i haver-les posat en algun magatzem, suposant que ja ningú les necessiti. Juro com a bolxevic que evitaria aquests errors i bogeries a partir d'aleshores. Segurament encara serviré i serviré de tot cor a la Pàtria, al Partit i al Gran Camarada Stalin. | » |

Quan es va assabentar de les "desgràcies" de Júkov —i tot i no entendre tots els problemes—, Eisenhower va expressar la seva simpatia pel seu "company d'armes". El febrer de 1953, Stalin va rellevar Júkov del seu càrrec de comandant del districte militar dels Urals, fent que Júkov tornés a Moscou. Es pensava que l'experiència de Júkov era necessària a la Guerra de Corea; no obstant això, a la pràctica, Júkov no va rebre ordres de Stalin després d'arribar a Moscou. El 5 de març de 1953, a les 09:50, Stalin va morir d'un ictus. Després de la mort de Stalin, la vida de Júkov va entrar en una nova fase.

### Relació amb Stalin

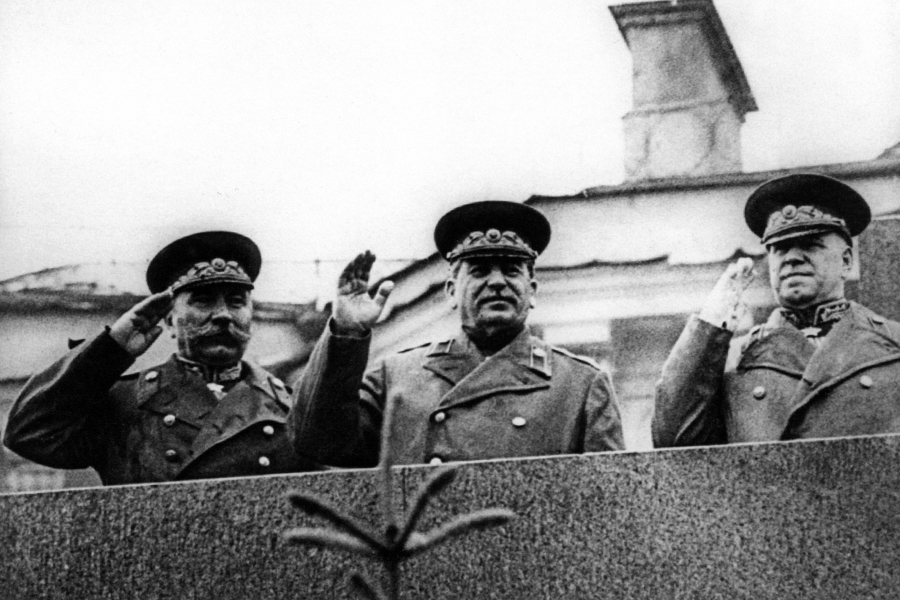
Júkov amb Stalin i Semió Budionni durant la desfilada de la victòria soviètica de 1945

Durant la guerra, com a cap d'estat major i comandant suprem adjunt, Júkov va tenir centenars de reunions amb Stalin, tant privades com durant les conferències de la Stavka. En conseqüència, Júkov entenia bé la personalitat i els mètodes de Stalin. Segons Júkov, Stalin era una persona audaç i reservada, però també era irascible i escèptic. Júkov era capaç de calibrar l'estat d'ànim de Stalin: per exemple, quan Stalin feia una forta calada a la seva pipa de tabac, era un signe de bon humor. Per contra, si Stalin no s'encenia la pipa un cop s'havia acabat el tabac, era un signe de ràbia imminent. El seu coneixement excepcional de la personalitat de Stalin va ser un actiu que li va permetre afrontar els exabruptes de Stalin d'una manera que altres generals soviètics no podien.
Tant Júkov com Stalin tenien un caràcter irascible i tots dos van fer les concessions necessàries per mantenir la seva relació. Mentre que Júkov veia la seva relació amb Stalin com la d'un subordinat superior, Stalin estava impressionat i possiblement gelós de Júkov. Tots dos eren comandants militars, però l'experiència de Stalin es limitava a una generació anterior de guerra no mecanitzada. En canvi, Júkov va ser molt influent en el desenvolupament de les operacions combinades contemporànies d'exèrcits altament mecanitzats. Les diferències en les seves perspectives van ser la causa de molts desacords tempestuosos entre tots dos a les reunions de la Stavka. No obstant això, Júkov era menys competent que Stalin com a polític, cosa que es va posar de manifest pels nombrosos fracassos de Júkov en política. La manca de voluntat de Stalin de valorar Júkov més enllà dels talents militars del mariscal va ser una de les raons per les quals Júkov va ser cridat de Berlín.
Significativa també per a la seva relació va ser la franquesa de Júkov envers el seu superior. Stalin va menysprear les adul•lacions de molts dels seus entorns i les va criticar obertament. Molta gent al voltant de Stalin, inclosos Beria, Iejov i Mekhlis, es va sentir obligada a afalagar Stalin perquè es mantingués del seu costat bo. Júkov va romandre tossut i discutidor, i no va dubtar a contradir públicament Stalin fins al punt d'arriscar la seva carrera i la seva vida. La seva acalorada discussió sobre si abandonar Kíev a causa del ràpid avanç dels alemanys a l'estiu de 1941 va ser típica de l'enfocament de Júkov. La capacitat de Júkov per mantenir-se escèptic i inquebrantable a l'hora de cedir a la pressió li va valer el respecte de Stalin.

## Carrera política

### Detenció de Beria
Després de la mort de Stalin, Júkov va tornar a guanyar-se la vida, convertint-se en viceministre de Defensa el 1953. Aleshores va tenir l'oportunitat de venjar-se de Bèria. Amb la mort sobtada de Stalin, la Unió Soviètica va caure en una crisi de lideratge. Georgi Malenkov va esdevenir temporalment Primer Secretari. Malenkov i els seus aliats van intentar purgar la influència i el culte a la personalitat de Stalin; tanmateix, el mateix Malenkov no va tenir el coratge de fer-ho sol. A més, Lavrenti Bèria continuava sent perillós. Els polítics van buscar reforços dels militars poderosos i prestigiosos. En aquest assumpte, Nikita Khrusxov va triar Júkov perquè tots dos havien forjat una bona relació i, a més, durant la Segona Guerra Mundial, Júkov havia salvat dues vegades Khrusxov de falses acusacions.
El 26 de juny de 1953, Malenkov va celebrar una reunió especial del Politburó. Beria va arribar a la reunió amb una sensació de inquietud perquè s'havia convocat precipitadament; de fet, Júkov havia ordenat al general Kiril Moskalenko que preparés en secret una força especial i havia permès que la força utilitzés dos dels cotxes especials de Júkov i el ministre de Defensa, Nikolai Bulganin (que tenien vidres tintats) per infiltrar-se amb seguretat al Kremlin. Júkov també li va ordenar que substituís la Guàrdia de l'MVD per la guàrdia del Districte Militar de Moscou.
Finalment, Khrusxov va suggerir expulsar Béria del Partit Comunista i portar-lo davant d'un tribunal militar. Les forces especials de Moskalenko van obeir.
Júkov va ser membre del tribunal militar durant el judici de Bèria, que va ser presidit pel mariscal Ivan Kónev. El 18 de desembre de 1953, el Tribunal Militar va condemnar Bèria a mort. Durant l'enterrament de Bèria, Kònev va comentar: "El dia que va néixer aquest home mereix ser maleït!" Aleshores Júkov va dir: "Vaig considerar que era el meu deure contribuir amb la meva petita part en aquest assumpte".

### Ministre de Defensa

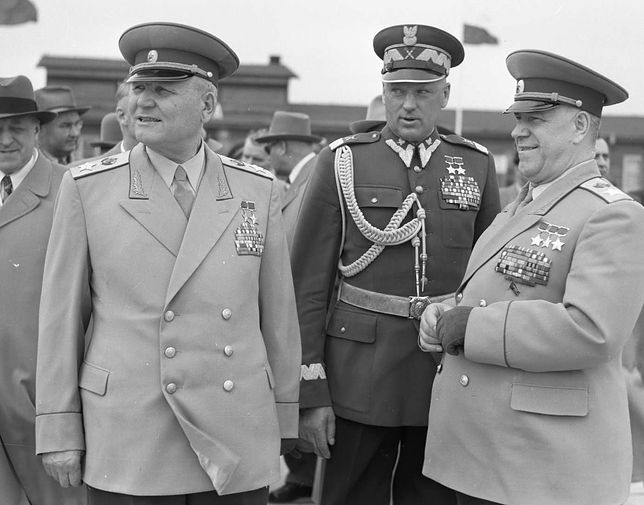
Júkov (dreta) amb el ministre de Defensa polonès Konstantin Rokossovsky (centre) i Ivan Kónev a Varsòvia, 1955

Quan Bulganin va esdevenir primer ministre el 1955, va nomenar Júkov ministre de Defensa. Júkov va participar en moltes activitats polítiques. Es va oposar amb èxit al restabliment del sistema de comissaris, argumentant que el Partit i els líders polítics no eren militars professionals i, per tant, el poder màxim havia de recaure en els comandants de l'exèrcit. Fins al 1955, Júkov havia enviat i rebut cartes d'Eisenhower. Tots dos líders van acordar que les dues superpotències havien de coexistir pacíficament. El juliol de 1955, Júkov —juntament amb Khrusxov, Bulganin, Viatxeslav Mólotov i Andrei Gromyko— va participar en una Conferència Cimera a Ginebra després que l'URSS signés el Tractat de l'Estat Austríac i retirés el seu exèrcit del país.
Júkov va seguir les ordres del llavors primer ministre, Gueorgui Malenkov, i del líder del Partit Comunista, Khrusxov, durant la invasió d'Hongria després de la Revolució Hongaresa de 1956. Juntament amb la majoria dels membres del Presídium, va instar Khrusxov a enviar tropes per donar suport a les autoritats hongareses i assegurar la frontera austríaca. Júkov i la major part del Presídium, però, no estaven ansiosos per veure una intervenció a gran escala a Hongria. Júkov fins i tot va recomanar la retirada de les tropes soviètiques quan semblava que podrien haver de prendre mesures extremes per reprimir la revolució.
L'ambient al Presídium va canviar de nou quan el nou primer ministre hongarès, Imre Nagy, va començar a parlar de la retirada hongaresa del Pacte de Varsòvia. Això va portar els soviètics a atacar els revolucionaris i a substituir Nagy per János Kádár. En els mateixos anys, quan el Regne Unit, França i Israel van envair Egipte durant la crisi de Suez, Júkov va expressar el seu suport al dret d'autodefensa d'Egipte. L'octubre de 1957, Júkov va visitar Iugoslàvia i Albània a bord del creuer Kuibyshev de la classe Txapaiev, intentant reparar la ruptura entre Tito i Stalin de 1948. Durant el viatge, el Kuibyshev es va trobar amb unitats de la Sisena Flota dels Estats Units i es van intercanviar "honors de passatge" en forma de salves completes entre els vaixells.

### Caiguda del poder

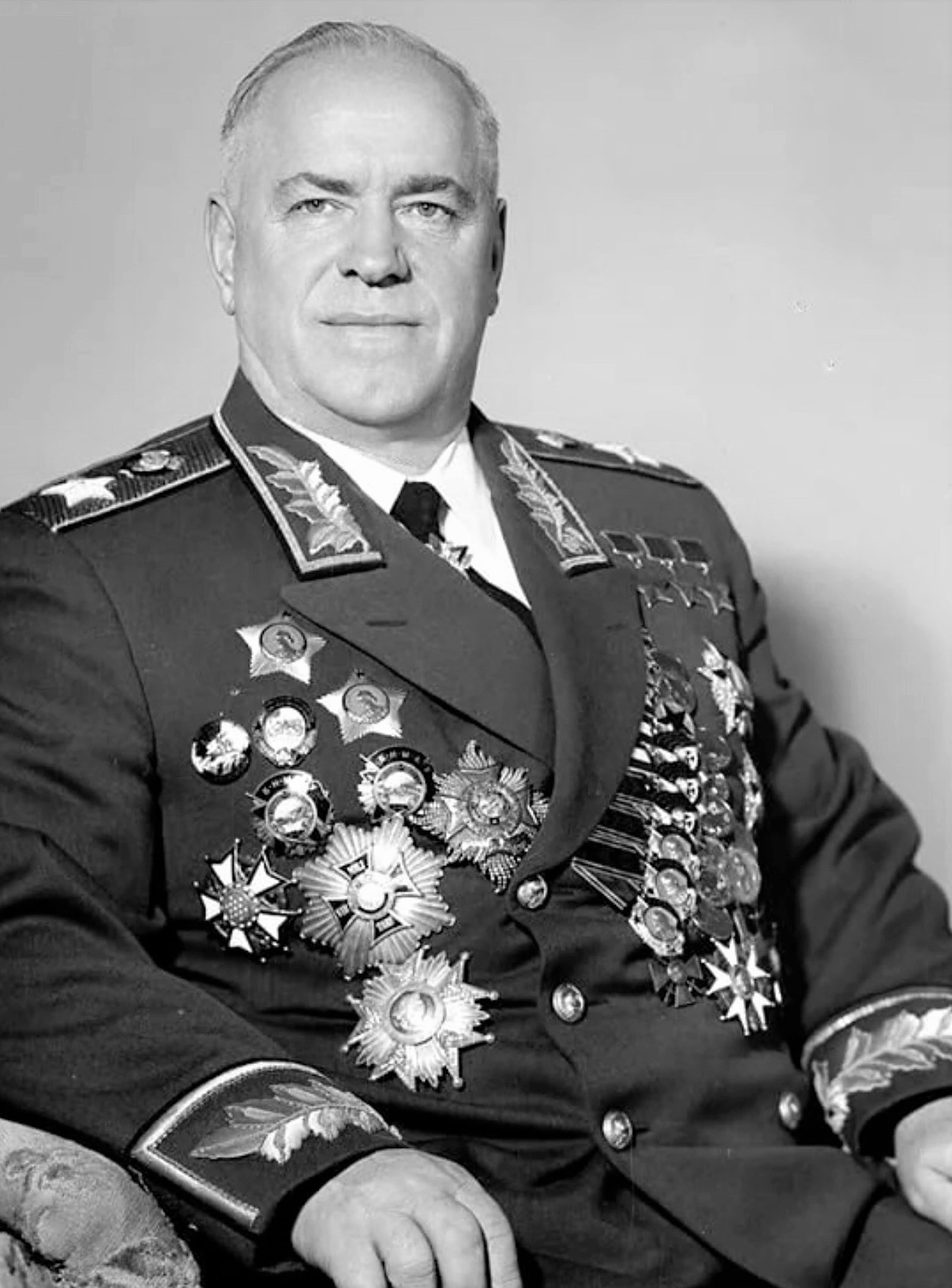
Júkov, vers el  1960

El 1956, el dia del seu 60è aniversari, Júkov va rebre el seu quart títol d'Heroi de la Unió Soviètica, convertint-se en la primera persona a rebre l'honor quatre vegades. L'únic altre receptor quatre vegades va ser Leonid Bréjnev, que mai va superar un rang militar modest i va rebre les seves quatre medalles d'Heroi de la Unió Soviètica pel seu aniversari com a part del seu culte a la personalitat i amor per les medalles, els títols i les condecoracions. Malgrat la seva manca general d'habilitat política, Júkov es va convertir en el professional militar de més alt rang que també va ser membre del Presídium del Comitè Central del Partit Comunista. A més, es va convertir en un símbol de força nacional, l'heroi militar soviètic més estimat de la Segona Guerra Mundial. El prestigi de Júkov era fins i tot més alt que el de les agències policials i de seguretat de l'URSS, i per tant va reavivar les preocupacions entre els líders polítics.
Anant més enllà que Khrusxov, Júkov va exigir que les agències polítiques de l'Exèrcit Roig li informessin abans que al Partit. Va exigir una condemna oficial dels crims de Stalin durant la Gran Purga. També va donar suport a la vindicació política i la rehabilitació de Mikhaïl Tukhatxevski, Grigori Ixtern, Vassili Bliúkher, Aleksandr Iegórov i molts altres. En resposta, els seus oponents el van acusar de ser reformista i bonapartista . Aquesta enveja i hostilitat van resultar ser el factor clau que va conduir a la seva posterior caiguda.
La relació entre Júkov i Khrusxov va arribar al seu punt àlgid durant el XX Congrés del Partit Comunista de la Unió Soviètica el 1956. Després d'esdevenir el Primer Secretari del Partit, Khrusxov es va oposar al llegat de Stalin i va criticar el seu culte a la personalitat en un discurs titulat "Sobre el culte a la personalitat i les seves conseqüències". Per completar aquests actes sorprenents, Khrusxov necessitava l'aprovació —o si més no l'aquiescència— dels militars, encapçalats pel ministre de Defensa Júkov.
A la sessió plenària del Comitè Central del PCUS celebrada el juny de 1957, Júkov va donar suport a Khrusxov contra el "Grup Antipartit", que tenia majoria al Presídium, i va votar per substituir Khrusxov com a Primer Secretari per Bulganin. En aquell ple, Júkov va declarar: "L'exèrcit està en contra d'aquesta resolució i ni tan sols un tanc abandonarà la seva posició sense la meva ordre!". A la mateixa sessió, el "Grup Antipartit" va ser condemnat i Júkov va ser nomenat membre del Presídium.
La seva segona caiguda va ser més sobtada i pública fins i tot que la primera. El 4 d'octubre de 1957, va marxar de visita oficial a Iugoslàvia i Albània. Va tornar a Moscou el 26 d'octubre, directament a una reunió del Presídium, durant la qual va ser destituït d'aquest òrgan. El 2 de novembre, el Comitè Central es va reunir per escoltar l'acusació de Júkov de "comportament no partidista", de dur a terme una "política exterior aventurera" i de patrocinar el seu propi culte a la personalitat. Va ser expulsat del Comitè Central i enviat a la jubilació forçada als 62 anys. El mateix número del Kràsnaia zvezdà que va anunciar el retorn de Júkov també va informar que havia estat destituït de les seves funcions. Segons molts investigadors, els polítics soviètics, inclòs el mateix Khrusxov, tenien una por profunda de la "gent poderosa".

## Darrers anys

### Jubilació

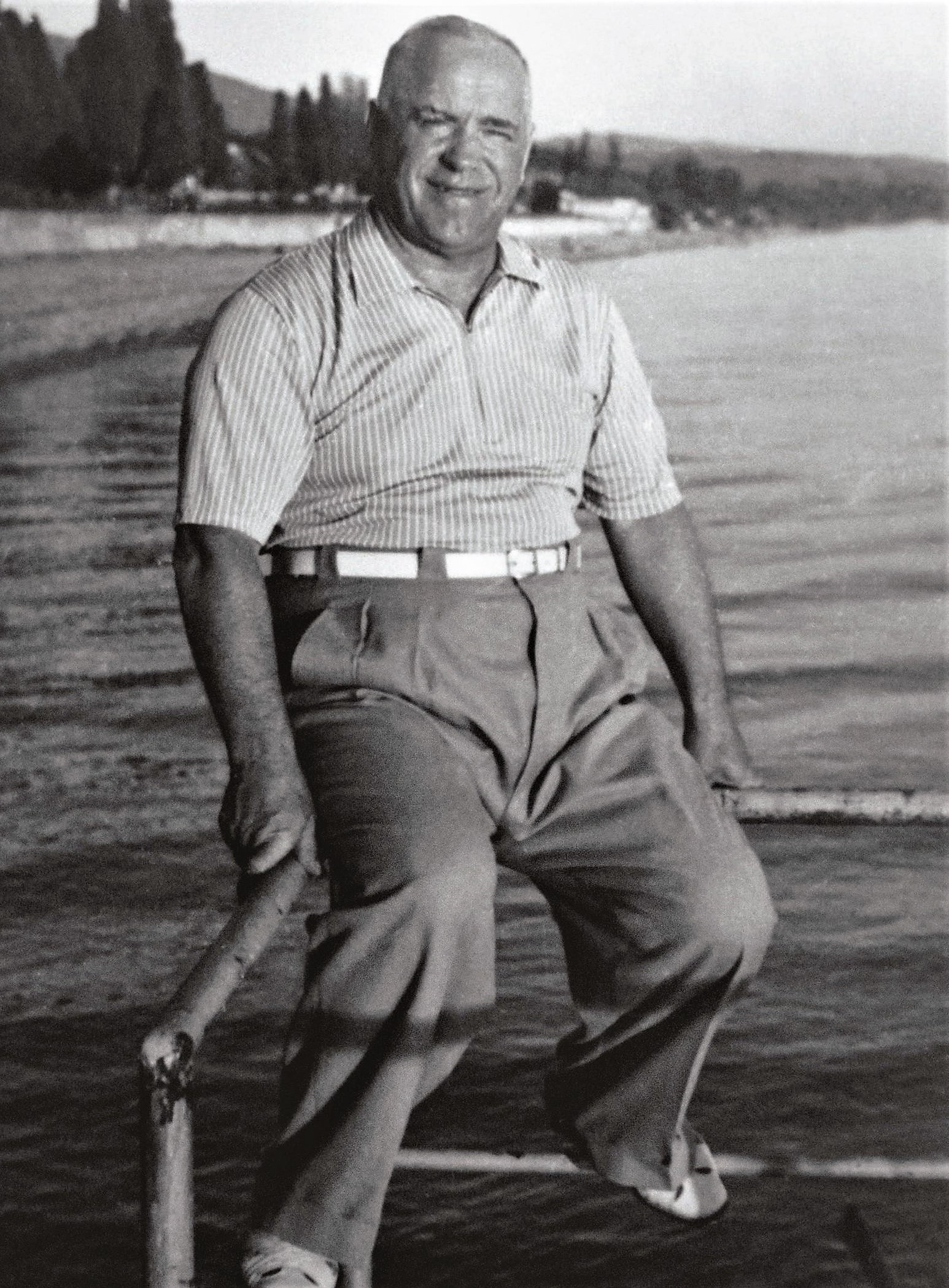
Júkov de vacances a Sotxi

Després de ser obligat a abandonar el govern, Júkov es va mantenir al marge de la política. Molta gent, inclosos antics subordinats, el visitaven sovint, s'unien a ell en excursions de caça i intercanviaven records. El setembre de 1959, mentre visitava els Estats Units, Khrusxov va dir al president Eisenhower que al mariscal retirat Júkov "li agradava la pesca". Júkov era en realitat un apassionat de l'aquariologia . En resposta, Eisenhower va enviar a Júkov un joc d'estris de pesca. Júkov va respectar tant aquest regal que es diu que va utilitzar exclusivament els estris de pesca d'Eisenhower durant la resta de la seva vida, referint-se als estris de pesca soviètics com a "deficients".
Després que Khrusxov fos deposat l'octubre de 1964, Bréjnev va restaurar Júkov al favor —encara que no al poder— en un moviment per utilitzar la popularitat de Júkov per enfortir la seva posició política. El nom de Júkov va tornar a ser vist públicament quan Bréjnev va glorificar Júkov en un discurs commemoratiu de la Gran Guerra Pàtria. El 9 de maig de 1965, Júkov va ser convidat a seure a la tribuna del Mausoleu de Lenin i tenir l'honor de revisar la desfilada de les forces militars a la Plaça Roja.
Júkov havia començat a escriure les seves memòries, Memòries i records, el 1958. Ara hi va treballar intensament, cosa que, juntament amb el deteriorament constant de la seva salut, va empitjorar la seva malaltia cardíaca. Va caldre una altra dècada fins a la seva publicació després que Júkov s'enfrontés constantment amb Mikhail Suslov, l'ideòleg principal del Partit Comunista i segon al comandament encarregat de la censura, que va exigir moltes revisions i eliminacions, en particular les seves crítiques a Stalin, Voroixílov, Budyonni i Mólotov. Després que Bréjnev arribés al poder, Suslov va fer més demandes per exagerar el paper del coronel Bréjnev a la Segona Guerra Mundial glorificant les batalles poc conegudes i estratègicament insignificants de Malàisia Zemlia i Novorossiysk com un punt d'inflexió decisiu al front oriental, cosa que Júkov es va negar a fer.  El desembre de 1967, Júkov va patir un ictus greu. Va estar hospitalitzat fins al juny de 1968 i va continuar rebent tractament mèdic i de rehabilitació a casa sota la cura de la seva segona esposa, Galina Semyonova, una exoficial del Cos Mèdic. L'ictus el va deixar paralitzat del costat esquerre, la seva parla es va tornar difícil i només podia caminar amb ajuda.
Les seves memòries es van publicar el 1969 i es van convertir en un èxit de vendes. En pocs mesos des de la data de publicació de les seves memòries, Júkov havia rebut més de 10.000 cartes de lectors que oferien comentaris, expressaven gratitud, donaven consells o elogiaven. Suposadament, el Partit Comunista va convidar Júkov a participar en el 24è Congrés del Partit Comunista de la Unió Soviètica el 1971, però la invitació va ser rescindida.

### Mort

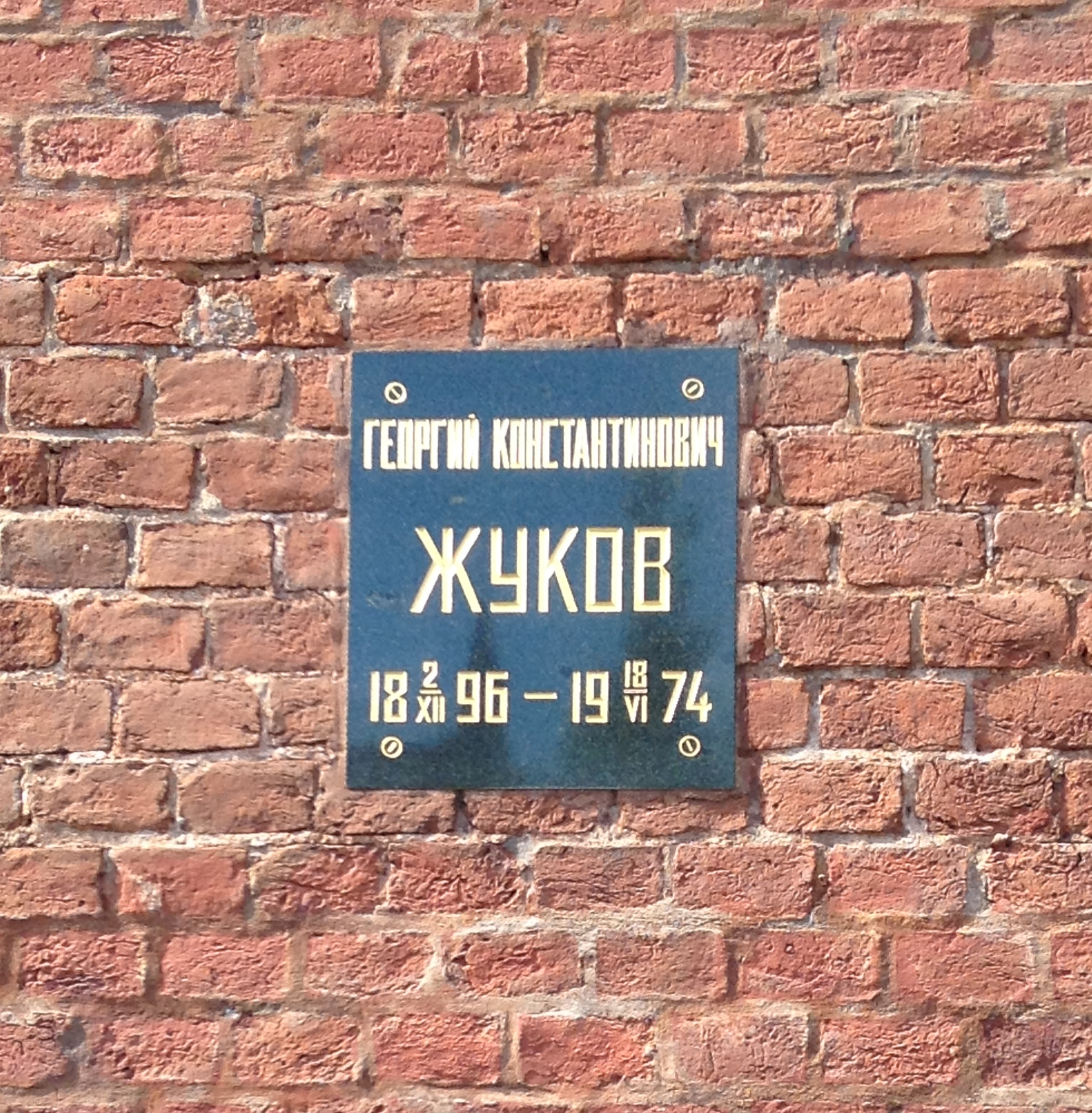
La tomba de Júkov a la necròpolis de la Muralla del Kremlin

Júkov va morir a Moscou el 18 de juny de 1974 als 77 anys després de patir un ictus. El seu cos va ser incinerat i les seves cendres van ser enterrades a la Necròpolis de la Muralla del Kremlin juntament amb altres generals i mariscals de la Unió Soviètica durant el seu funeral.
El 1995, es va erigir una estàtua eqüestre de Júkov davant del Museu Històric Estatal.

## Llegat

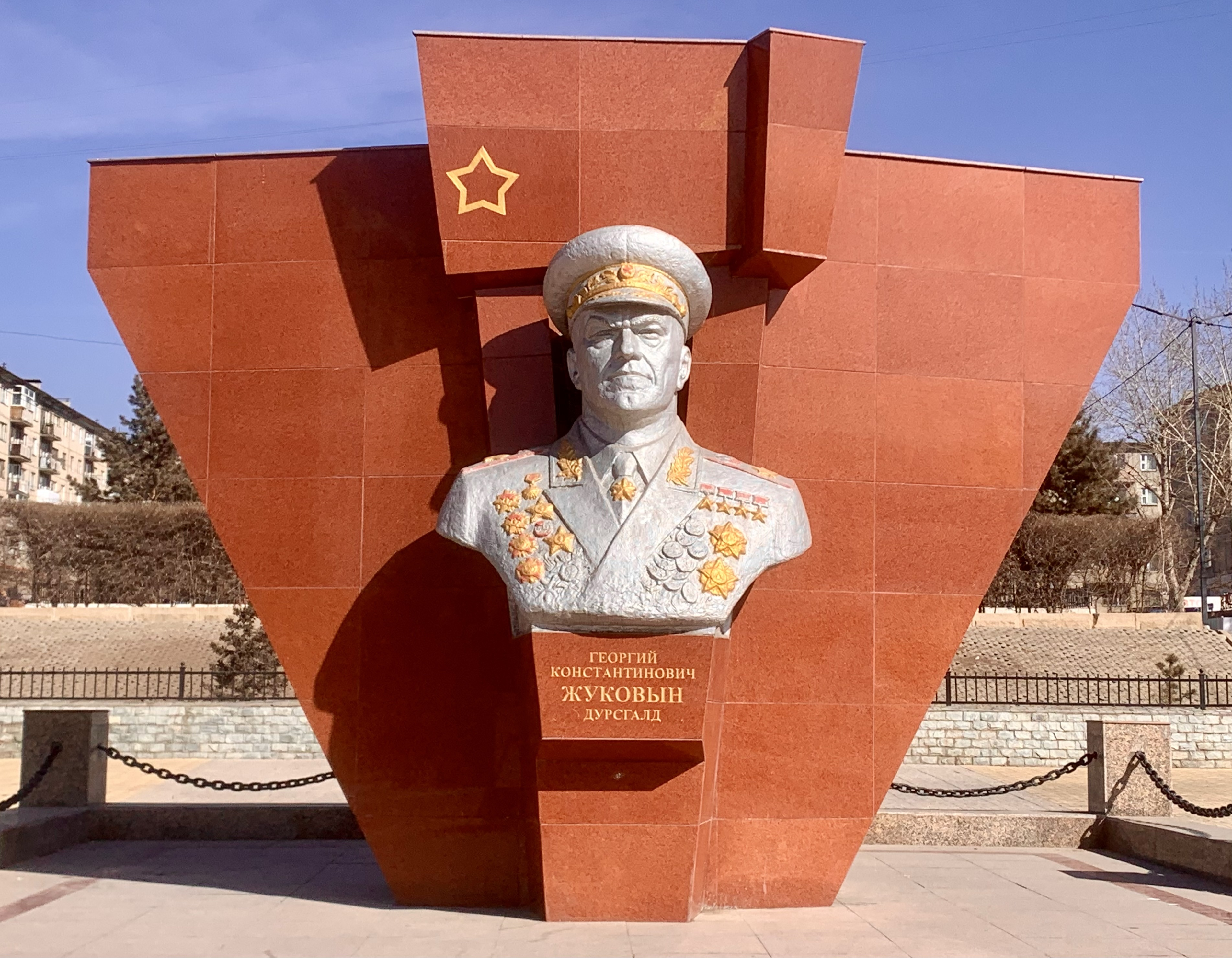
El monument a Georgi Júkov a Ulan Bator, a prop del Museu Júkov al carrer Júkov (en mongol : Жуковын гудамж) en memòria de la batalla de Khalkin Gol.

El primer monument a Georgi Júkov es va erigir a Mongòlia, en memòria de la Batalla de Khalkhin Gol. Després de la dissolució de la Unió Soviètica, aquest monument va ser un dels pocs que no va patir reaccions antisoviètiques als antics estats comunistes. Hi ha una estàtua de Júkov a cavall tal com va aparèixer a la desfilada de la victòria de 1945 a la plaça del Manège, a l'entrada del Kremlin de Moscou. Una altra estàtua de Júkov a Moscou es troba a Prospekt Marshala Júkova. Una estàtua de Júkov es troba a la ciutat d'Irbit, a l'óblast de Sverdlovsk. Altres estàtues de Júkov es troben a Omsk, Irkutsk i Iekaterinburg.
Un planeta menor, 2132 Júkov, descobert el 1975 per l'astrònoma soviètica Liudmila Txernikh, porta el seu nom en honor seu. El 1996, Rússia va adoptar l'Orde de Júkov i la Medalla de Júkov per commemorar el centenari del seu aniversari.
El poema del premi Nobel Joseph Brodsky Sobre la mort de Júkov ("Na smert' Júkova", 1974) és considerat pels crítics com un dels millors poemes sobre la guerra escrits per un autor de la generació de la postguerra. El poema és una estilització d'El pinsà, l'elegia de Derjavin sobre la mort del generalíssim Suvórov el 1800. Brodsky estableix un paral•lelisme entre les carreres d'aquests dos famosos comandants. Aleksandr Soljenitsin va reinterpretar les memòries de Júkov al conte Temps de crisi.
En el seu llibre de records, Júkov va criticar el paper que va tenir el lideratge soviètic durant la guerra. La primera edició de *Vospominaniya i razmyshleniya* es va publicar durant el mandat de Leonid Bréjnev només amb la condició que s'eliminessin les crítiques a Stalin i que Júkov afegís un episodi (fictici) d'una visita a Bréjnev, politruk al Front Sud, per consultar sobre l'estratègia militar.
El 1989, Pravda va publicar parts de capítols inèdits i censurats de les memòries de Júkov, que la seva filla va dir que havien estat amagats en una caixa forta fins que es poguessin publicar. Els fragments incloïen crítiques a les purgues de 1937-1939 per aniquilar "[M]olts milers de treballadors destacats del partit" i afirmaven que Stalin no havia jugat cap paper en la direcció de l'esforç bèl•lic, tot i que sovint emetia ordres ideades per l'estat major com si fossin seves.
Les valoracions de la carrera de Júkov varien. Per exemple, l'historiador Konstantin Zaleski va afirmar que Júkov va exagerar el seu propi paper a la Segona Guerra Mundial. El mariscal Konstantín Rokossovski va dir que la planificació i les decisions per a la batalla de Kursk es van prendre sense Júkov, que només va arribar just abans de la batalla, no va prendre cap decisió i va marxar poc després.
Júkov també va rebre molts comentaris positius, principalment dels seus companys de l'exèrcit, de l'exèrcit rus modern i dels seus contemporanis aliats. El general de l'exèrcit Dwight D. Eisenhower va declarar que, a causa dels èxits de Júkov lluitant contra els nazis, les Nacions Unides li devien molt més que qualsevol altre líder militar del món. "La guerra a Europa va acabar amb victòria i ningú ho podria haver fet millor que el mariscal Júkov; li devem aquest mèrit. És una persona modesta, i per tant no podem subestimar la seva posició a la nostra ment. Quan puguem tornar a la nostra Pàtria, hi haurà d'haver un altre tipus d'Orde a Rússia, una Orde que porti el nom de Júkov, que s'atorga a tothom que pugui aprendre la valentia, la visió de futur i la decisió d'aquest soldat." 

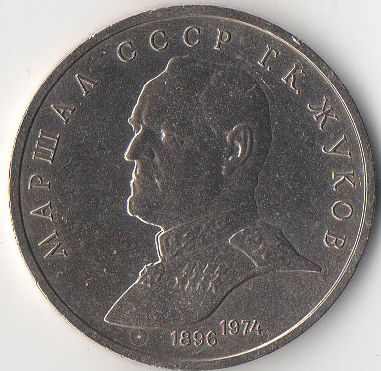
Júkov representat en una moneda commemorativa del ruble soviètic de 1990

El mariscal de la Unió Soviètica Aleksandr Vasilevski va comentar que Júkov és un dels comandants militars més destacats i brillants de les forces militars soviètiques. El major general Sir Francis de Guingand, cap d'estat major del mariscal de camp Bernard Montgomery, va descriure Júkov com una persona amable. John Gunther, que es va reunir amb Júkov moltes vegades després de la guerra, va dir que Júkov era més amable i honest que qualsevol dels altres líders soviètics.
John Eisenhower —fill de Dwight Eisenhower— afirmava que Júkov era realment exuberant i era amic seu. Albert Axell, a la seva obra "El mariscal Júkov, el que va vèncer Hitler", afirmava que Júkov era un geni militar com Alexandre el Gran i Napoleó. Axell també va comentar que Júkov era un comunista lleial i un patriota. Al final de la seva obra sobre Júkov, Otto Chaney va concloure: "Però Júkov pertany a tots nosaltres. En el període més fosc de la Segona Guerra Mundial, la seva fortalesa i determinació finalment van triomfar. Per als russos i per a la gent de tot arreu, continua sent un símbol perdurable de victòria al camp de batalla."
A Rússia, sovint s'atribueix a Júkov el fet d'haver dit a Konstantin Rokossovski a Berlín el 1945: "Els hem alliberat i mai no ens ho perdonaran".

## A la cultura popular
Júkov ha estat interpretat pels següents actors:
- Fedor Blajevitx a El jurament i  La caiguda de Berlín
- Mikhaïl Uliànov a Stalingrad, Alliberament,  Batalla de Moscou i Apunta
- Vladimir Menshov a El general i La liquidació
- Valeriy Grishko a White Tiger
- Jason Isaacs a La mort de Stalin
- Els productors de Star Trek: The Next Generation van anomenar una nau estel•lar de classe Ambassador en honor a Júkov, que es va esmentar o va aparèixer en diversos episodis de la sèrie.

## Condecoracions

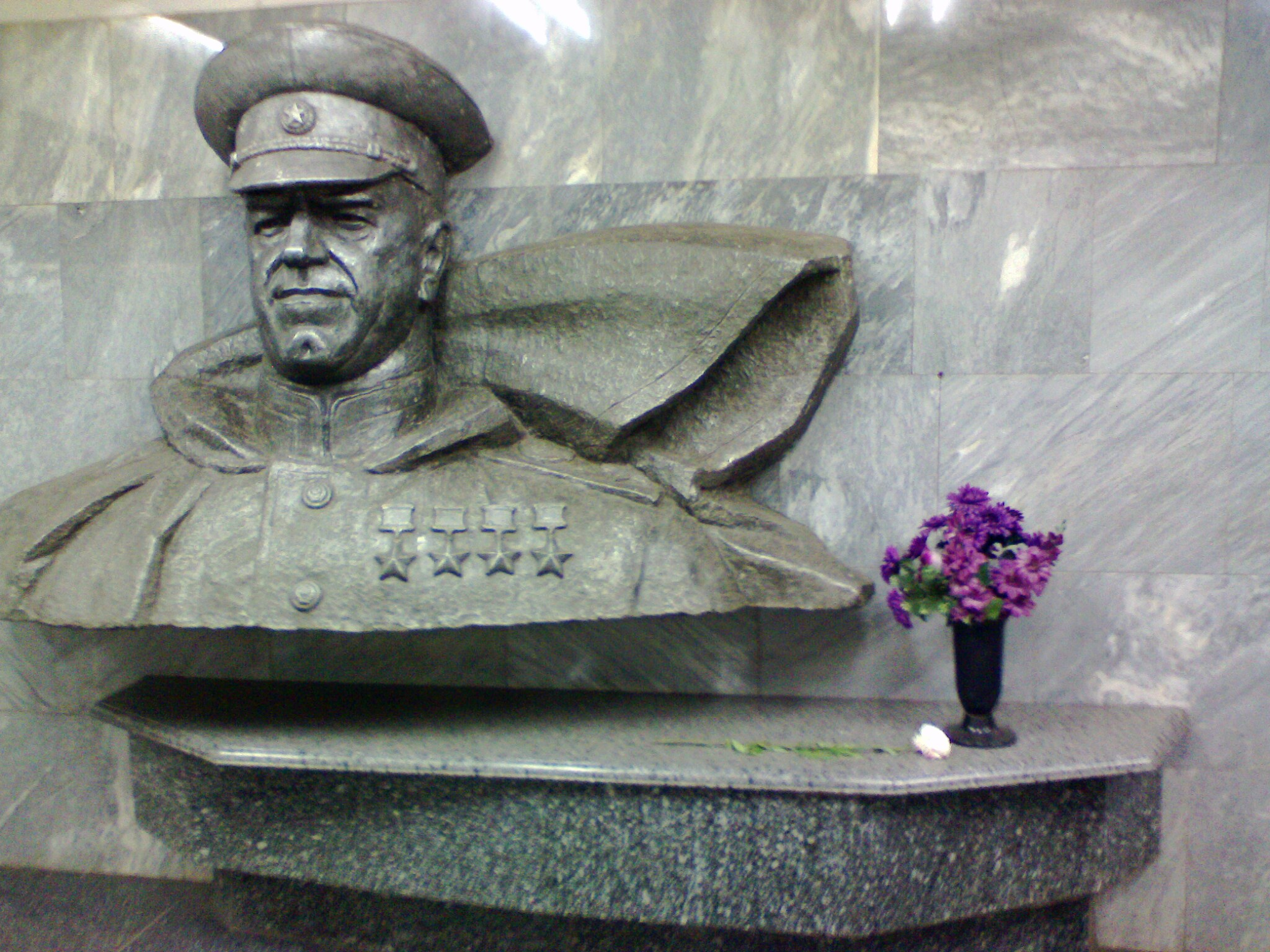
Bust del Mariscal Júkov a l'estació Mariscal Júkov del metro de Khàrkov.

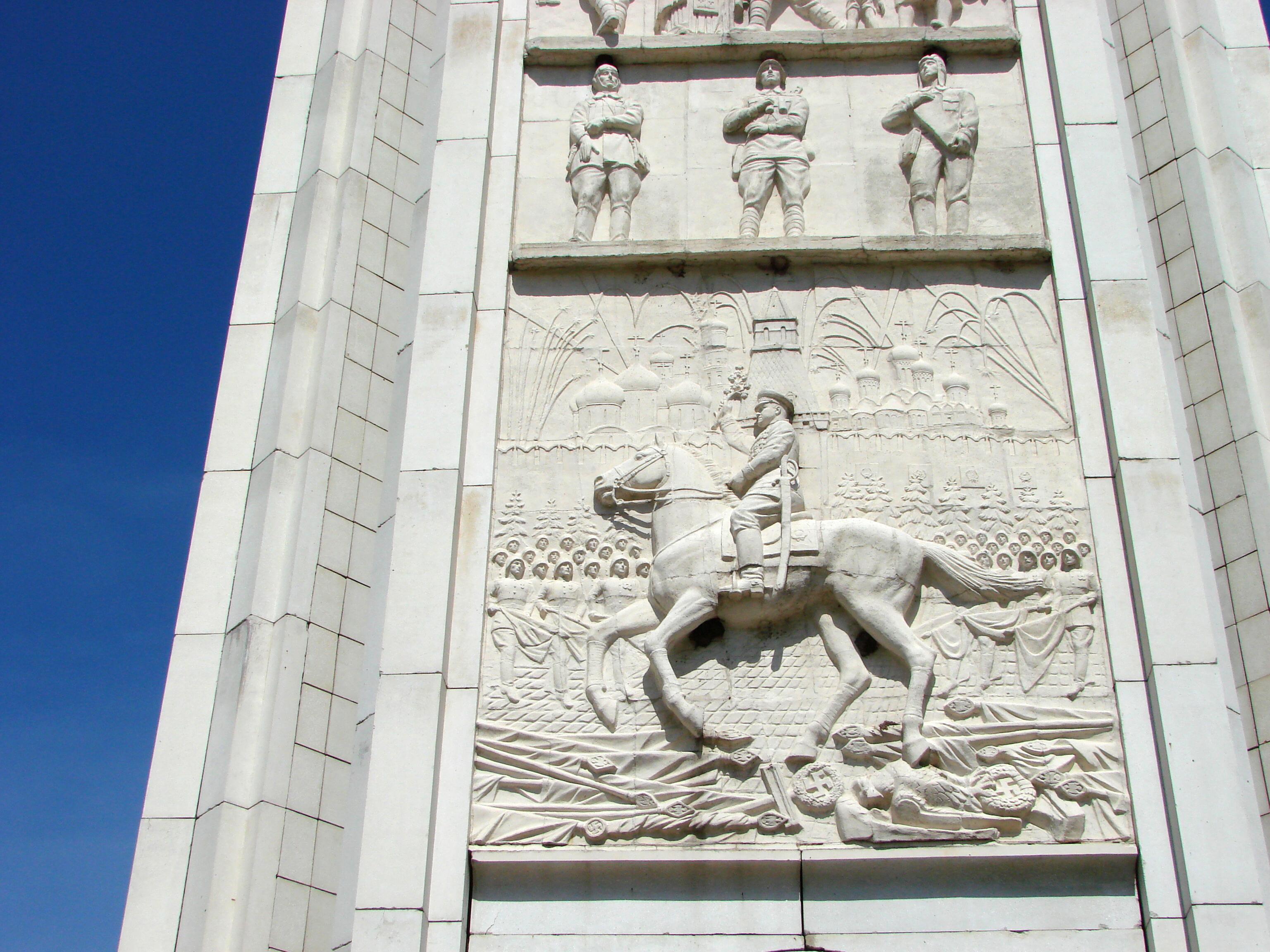
Representació del mariscal Júkov a la façana del Memorial de la Victòria, Prokhorovka, Rússia

Júkov va rebre moltes condecoracions. La més destacada és que va ser guardonat amb el títol d'Heroi de la Unió Soviètica quatre vegades. Els títols de l'únic altre quatre vegades guardonat, Leonid Bréjnev, van ser el resultat de l'autoatorgament com a regals d'aniversari.
Júkov va ser un dels tres únics receptors que van rebre l'Orde de la Victòria dues vegades. També va ser guardonat amb honors importants de molts altres països.
- Heroi de la Unió Soviètica (4 - 29 d'agost de 1940, 29 de juliol de 1944, 1 de juny de 1945, 1 de desembre de 1956)
- Orde de la Victòria (2 - Num. de sèrie 1, 10 d'abril de 1944 i Num. de sèrie 5, 30 de març de 1945)
- Orde de Lenin (6 - 16 d'agost de 1936, 29 d'agost de 1939, 21 de febrer de 1945, 1 de desembre de 1956, 1 de desembre de 1966, 1 de desembre de 1971)
- Orde de la Revolució d'Octubre (22 de febrer de 1968)
- Orde de la Bandera Roja (3 - 31 d'agost de 1922, 3 de novembre de 1944, 20 de juny de 1949)
- Orde de l'Estrella Roja (1921)
- Orde de Suvórov de 1a classe (2 - Num. de sèrie 1, 28 de gener de 1943 i Num. de sèrie 39, 28 de juliol de 1943)
- Medalla del Centenari de Lenin
- Medalla de la defensa de Leningrad
- Medalla de la defensa de Moscou
- Medalla de la defensa de Stalingrad
- Medalla de la defensa del Caucas
- Medalla de la victòria sobre Alemanya en la Gran Guerra Patriòtica 1941-1945
- Medalla per la victòria sobre el Japó
- Medalla del 20è Aniversari de la Victòria en la Gran Guerra Patriòtica
- Medalla per la Conquesta de Berlín
- Medalla per l'Alliberament de Varsòvia
- Medalla del 800è Aniversari de Moscou
- Medalla del 250è Aniversari de Leningrad
- Medalla del 20è Aniversari de l'Exèrcit Roig
- Medalla del 30è Aniversari de l'Exèrcit i l'Armada Soviètics
- Medalla del 40è Aniversari de les Forces Armades Soviètiques
- Medalla del 50è Aniversari de les Forces Armades Soviètiques
- Creu de Sant Jordi de 3a i 4a classe (Imperi Rus)
- Estrella de Mariscal de la Unió Soviètica
- Medalla de l'Amistat Soviètico-Xinesa
- Gran Creu de l'Orde del Bany (Regne Unit)
- Gran Creu de la Legió d'Honor (França)
- Creu de Guerra 1939-1945 (França)
- Gran Creu de l'orde Virtuti Militari (Polònia)
- Gran Creu de l'orde Polònia Restituta (Polònia)
- Medalla de Varsòvia 1939-1945 (Polònia)
- Medalla Per l'Òder, Nisa i el Bèltic (Polònia)
- Orde del Lleó Blanc (Txecoslovàquia)
- Creu de Guerra (Txecoslovàquia)
- Orde de la Llibertat (Iugoslàvia)
- Comandant en Cap de la Legió del Mèrit (EUA)
- Medalla Partisana de Garibaldi (Itàlia)
- Heroi de Mongòlia
- Medalla del 25è aniversari de l'Exèrcit Popular (Bulgària)
- Medalla del 90è aniversari de Georgia Dimitrov (Bulgària)
- Orde de Sukhbaatar (3)
- Orde de la Bandera Roja (Mongòlia) (2)
- Medalla de la Victòria sobre Japó (Mongòlia)
- Medalla del 50è aniversari de la República Popular Mongol
- Medalla del 50è aniversari de l'Exèrcit Popular Mongol
- Orde de la Bandera Roja de la República Popular de Tuva